# Girls! Girls! Girls!
Girls! Girls! Girls! er en amerikansk farvefilm fra 1962. Filmen, hvis hovedrolle blev spillet af Elvis Presley, blev produceret af Hal B. Wallis på Paramount Pictures og havde Norman Taurog som instruktør.
Filmen blev indspillet i perioden 9. april til medio maj 1962 og havde premiere den 21. november 1962. Girls! Girls! Girls!, som hed det samme i Danmark, havde dansk premiere 4. februar 1963.
Girls! Girls! Girls!, som er den 11. af en lang række film med Elvis Presley, er baseret på romanen "Will You Marry Me?" af Frederick Kohner og handler om skipperen på en turistbåd, som drømmer om at få sin egen fiskerbåd, men som først må klare en lang række genvordigheder inden han får succes.
Filmen blev optaget på Hawaii og blev nomineret til en Golden Globe i kategorien 'Bedste Film'.

## Medvirkende
- Elvis Presley: Ross Carpenter
- Stella Stevens: Robin Gantner
- Laurel Goodwin: Laurel Dodge
- Jeremy Slate: Wesley Johnson
- Benson Fong: Kin Yung
- Robert Strauss: Sam

## Musik
Sangen "Girls! Girls! Girls!" er titelmelodi til filmen og indsunget af Elvis Presley i Hollywood 27. marts 1962.
Elvis Presley sang 12 sange i filmen. Den af dem, som opnåede den største publikumssucces, også i Danmark, var så ubetinget "Return To Sender". Den er, ligesom titelsangen, indspillet den 27. marts.
Af filmens 12 sange blev de 11 samt to 'bonussange' udgivet på en LP-plade, ligeledes med titlen Girls! Girls! Girls. LP'en indeholdt flg. numre:
Side 1:
- "Girls! Girls! Girls!" (Jerry Leiber, Mike Stoller)
- "I Don't Wanna Be Tied" (Bill Giant, Bernie Baum, Florence Kaye)
- "Where Do You Come From" (Ruth Bachelor, Bob Roberts) ('bonussang')
- "I Don't Want To" (Janice Torre, Fred Spielman) ('bonussang')
- "We'll Be Together" (Charles O'Curran, Dudley Brooks)
- "A Boy Like Me A Girl Like You" (Sid Tepper, Roy C. Bennett)
- "Earth Boy" (Sid Tepper, Roy C. Bennett)

Side 2:
- "Return To Sender" (Otis Blackwell, Winfield Scott)
- "Because Of Love" (Ruth Bachelor, Bob Roberts)
- "Thanks To The Rolling Sea" (Bill Giant, Bernie Baum, Florence Kaye)
- "Song Of The Shrimp" (Sid Tepper, Roy C. Bennett)
- "The Walls Have Ears" (Sid Tepper, Roy C. Bennett)
- "We're Comin' In Loaded" (Otis Blackwell, Winfield Scott)

Den 28. marts 1962 indspillede Elvis sangen "Dainty Little Moonbeams" (Jerry Leiber, Mike Stoller), som blev brugt i filmen. Den blev imidlertid 'sorteret fra' og ikke udsendt på soundtracket eller andre plader indtil 1993, hvor den udsendtes på det fire-dobbelte album Double Features.
Sangen "Plantation Rock" (Bill Giant, Bernie Baum, Florence Kaye) blev indspillet af Elvis, ligeledes den 28. marts 1962 til filmen, men den blev ikke anvendt. Den blev først udsendt i november 1983 på albummet Elvis – A Legendary Performer, Vol. 4.
Yderligere to sange, "Potpourri" (Sid Tepper, Roy C. Bennett) og "Twist Me Loose", blev indspillet til brug i filmen, men blev heller ikke anvendt. De er aldrig blevet udgivet på plade.